# Biserica de lemn din Poienița Tomii

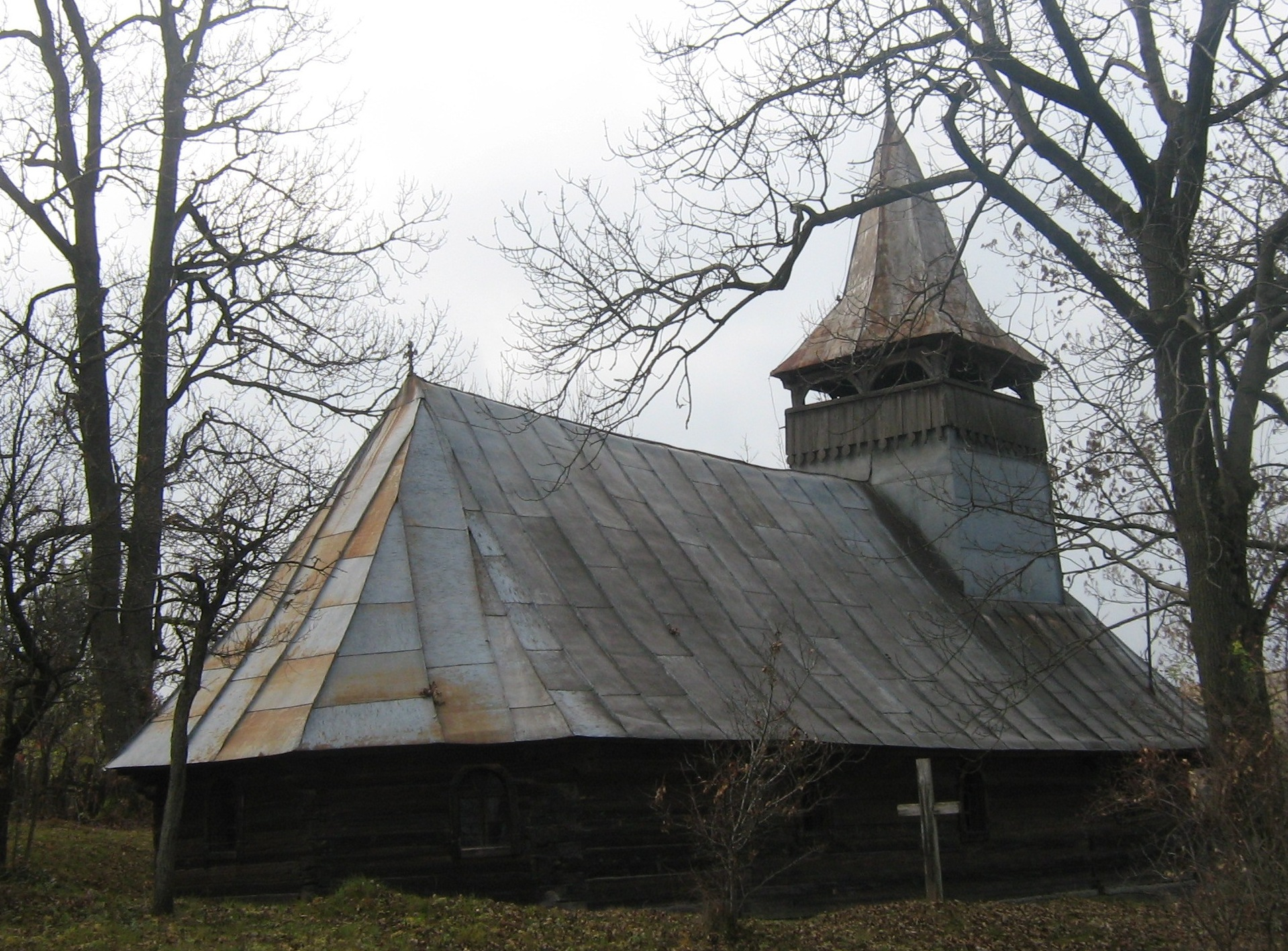
Biserica de lemn „Sfântul Ierarh Nicolae” din Poienița Tomii, comuna Cerbăl, județul Hunedoara, foto: octombrie 2008.

Biserica de lemn din Poienița Tomii, comuna Cerbăl, județul Hunedoara a fost ridicată în 1805. Are hramul „Sfântul Ierarh Nicolae”. În ciuda vechimii sale și a măiestriei lucrului în lemn biserica nu se află pe noua listă a monumentelor istorice.

## Istoric și trăsături
În comuna Cerbăl, șase localități păstrează în patrimoniul lor lăcașuri de cult din bârne, de o valoare inestimabilă. Biserica "Sfântul Ierarh Nicolae" din satul Poienița Tomii a fost ridicată, potrivit însemnării de pe piciorul de piatră al prestolului, în anul 1805, în timpul păstoririi preotului Gheorghe Popovici. Este un edificiu de plan dreptunghiular, cu absida nedecroșată, de formă pentagonală, prevăzut, deasupra pronaosului, cu un turn-clopotniță robust, cu foișor deschis și fleșă evazată. În dreptul unicei intrări apusene s-a adosat un pridvor din scânduri. În 1983, tabla a luat locul șiței clasice. Cum interiorul este placat cu scânduri, nu se poate preciza dacă în vechime biserica a fost pictată sau doar împodobită cu xilogravuri. Sigur este doar faptul că în anul 1807 lăcașul a fost înzestrat cu o bogată colecție de icoane pe sticlă. Biserica actuală, atestată de conscripțiile ecleziastice ale anilor 1805 și 1829-1831, este continuatoarea unui lăcaș medieval menționat în tabelele comisiilor de recenzare din anii 1733, 1750, 1761-1762, 1805 și 1829-1831 , cât și pe harta iosefină a Transilvaniei (1769-1773), a cărui datare poate fi coborâtă până în cumpăna secolelor XV-XVI, când în localitate sunt atestați mai mulți cneji români. De la această predecesoare, rectitorită în 1726, actuala biserică a preluat clopotul mic, turnat spre „Gloria in Excelso Deo anno 1693” și câteva icoane prețioase; cea de hram este atribuită „popii” Simion Zugravul din Pitești.